# 나의 호기심을 잡은 그대 뒷모습
《나의 호기심을 잡은 그대 뒷모습》은 1992년 11월 발표된 양준일의 2번째 정규 음반이다.
이범희가 제작 전반에 참여한 1집과 달리, 미국 현지에서 작업하여 외국인 스태프의 비중이 증가했다.
수록곡 중 "그리움"은 1집의 "겨울 나그네"에서 양준일이 작사한 가사로 바꾼 곡이다.

## 트랙 목록
Side one
1. "나의 호기심을 잡은 그대 뒷모습 (Do It To Me)" (양준일 작사ㆍP.B 플로이드 작곡ㆍ제이 미첼 편곡) – 3:27
2. "Dance With Me, 아가씨" (양준일 작사ㆍP.B 플로이드 작곡ㆍ제이 미첼 편곡) – 3:36
3. "Party Invitation" (양준일 작사ㆍP.B 플로이드 작곡 제이 미첼 편곡) – 4:41
4. "가나다라마바사" (양준일 작사ㆍP.B 플로이드 작곡ㆍ제이 미첼 편곡) – 4:09

Side two
1. "추억만의 사랑" (이동현 작사ㆍ이세건 작곡ㆍ찰리 에스 리 편곡) – 4:47
2. "J에게" (이세건 작사/작곡ㆍ양준일/제이 미첼 편곡) – 3:46
3. "그리움 (What I Had In Mind)" (양준일 작사ㆍ이범희 작곡ㆍ찰리 에스 리 편곡) – 4:45
4. "추억만의 사랑 (Instrumental)" (이동현 작사ㆍ이세건 작곡ㆍ찰리 에스 리 편곡) – 2:46